# Armand Angster
Armand Angster (* 20. Januar 1947 in Strasbourg) ist ein französischer Klarinettist, der sowohl als Interpret Neuer Musik als auch im Bereich der Improvisationsmusik und des Jazz hervorgetreten ist.

## Wirken
Angster gründete 1981 mit Françoise Kubler das Ensemble Accroche Note, das sich der Improvisation widmet und um Jean-Paul Céléa, François Couturier und Wolfgang Reisinger erweitert, auch als Quintett Passaggio wirkte. Er hat mit Komponisten wie Brian Ferneyhough, Pascal Dusapin, Georges Aperghis,  Philippe Manoury, Stefano Gervasoni und Michael Jarrell zusammengearbeitet und ist auf dem Festival Musica, den Donaueschinger Musiktagen oder dem Europajazz Festival aufgetreten. Er hat zahlreiche Kompositionen uraufgeführt, die teilweise auch in seiner Interpretation auf Tonträger vorliegen, etwa von Jacques Rebotier, Marc Monnet, James Dillon, Horațiu Rădulescu, Annette Schlünz, Helmut Lachenmann oder Johannes Kalitzke. Als Soloklarinettist arbeitete er mit dem Music Project (London), dem Orchestre Philharmonique de Radio France, dem Nieuw Ensemble (Amsterdam), dem ensemble recherche, dem Ensemble l’Itinéraire und dem Orchester der Accademia di Santa Cecilia.
1990 gründete Angster mit Louis Sclavis und Jacques Di Donato das Trio de Clarinettes. Dieses Trio arbeitete später auch mit dem Arcado String Trio (Green Dolphin Suite, 1995) und mit dem The Clarinet Trio um Gebhard Ullmann zusammen (als Double Trio de Clarinettes). Weiterhin nahm er mit Improvisatoren wie Barre Phillips oder Butch Morris auf. Er lehrte am Konservatorium von Strasbourg und der Haute école des arts du Rhin.

## Diskographische Hinweise
- Robert Schumann Chants de l'aube / Hélène Boschi (FY, 1982)
- Accroche Note En Concert  (ANJ 1984, mit Françoise Kubler, Barre Phillips, Jean-Michel Collet)
- Accroche Note Live in Berlin (FMP 1997)
- Trio de Clarinettes Ramdam (Evidence 2008, mit Sylvain Kassap, Jean-Marc Foltz)
- Double Trio de Clarinettes Itinéraire Bis (Between the Lines 2013, mit Jürgen Kupke, Michael Thielke, Gebhard Ullmann, Jean-Marc Foltz, Sylvain Kassap)
- Solo Clarinet (Triton 2016)